# Slovalco
Slovalco – słowackie przedsiębiorstwo przemysłowe specjalizujące się w produkcji aluminium.
Spółka powstała w 1993 roku, poprzez wydzielenie części majątku z Zakładu im. Słowackiego Powstania Narodowego (Závod Slovenského národného povstania – ZSNP), funkcjonującego w Żarze nad Hronem od 1951 roku. ZSNP wytwarzało aluminium przestarzałą, nieefektywną i obciążającą środowisko technologią, stąd w 1981 roku ogłoszono projekt jej modernizacji. W 1986 roku podpisano umowę z norweską firmą Ardal og Sunndal Verk (potem Norsk Hydro) o udostępnieniu know-how. W 1989 roku rząd czechosłowacki zaprzestał finansowania projektu, który był wykonany w ok. 60%. W celu jego kontynuacji w 1993 roku ustanowiono spółkę Slovalco, w której 80% udziałów objęło ZSNP, a po 10% – Europejski Bank Odbudowy i Rozwoju i Hydro Aluminium. 
Produkcję aluminium za pomocą nowej instalacji rozpoczęto w czerwcu 1995 roku, a pełną zdolność produkcyjną osiągnięto w grudniu tego roku. Projektowa wydajność zakładu wynosiła 108 500 ton rocznie. Po rozbudowie w 2003 roku zwiększono moce produkcyjne do 165 tys. ton.
W 2019 roku Norsk Hydro było właścicielem 55,3% akcji przedsiębiorstwa, pozostałe 44,7% należy do funduszu Penta Investments. W grudniu tego roku Norsk Hydro ogłosiło, że ze względu na zmniejszone prognozy zapotrzebowania na aluminium, ograniczy produkcję w słowackim zakładzie o 20%.   